# Oberpinzgau
Der Oberpinzgau ist eine Region im Westen des österreichischen Bundeslandes Salzburg. Er ist der westliche Teil des Bezirks Zell am See (Pinzgau) und wird geografisch bestimmt durch das breite obere Tal der Salzach. Hauptort der neun Gemeinden umfassenden Region ist Mittersill. Wirtschaftlich dominieren Fremdenverkehr, traditionelle Land- und Forstwirtschaft, Bauwesen und Sachgütererzeugung. Große Gebiete in der Südhälfte des Oberpinzgaus sind Teil des Nationalparks Hohe Tauern. Er entspricht dem bis 2004 bestehenden Gerichtsbezirk Mittersill.

## Geografie

Oberpinzgau: Gemeinden

Der Oberpinzgau ist eine von fünf Regionen im Bezirk Zell am See. und nimmt etwa das westliche Drittel des gesamten Pinzgaus ein. Er erstreckt sich über rund 45 bis 50 km von Niedernsill im Osten bis Krimml an der Tiroler Grenze im Westen; die Nord-Süd-Ausdehnung beträgt etwa 20 bis 25 km. Im Norden grenzt die Region Oberpinzgau an die Pinzgauer Gemeinde Saalbach-Hinterglemm, im Westen an Nordtirol, im Südwesten über wenige Kilometer an das italienische Südtirol, im Süden an Osttirol und im Südosten über wenige Kilometer an das Bundesland Kärnten.

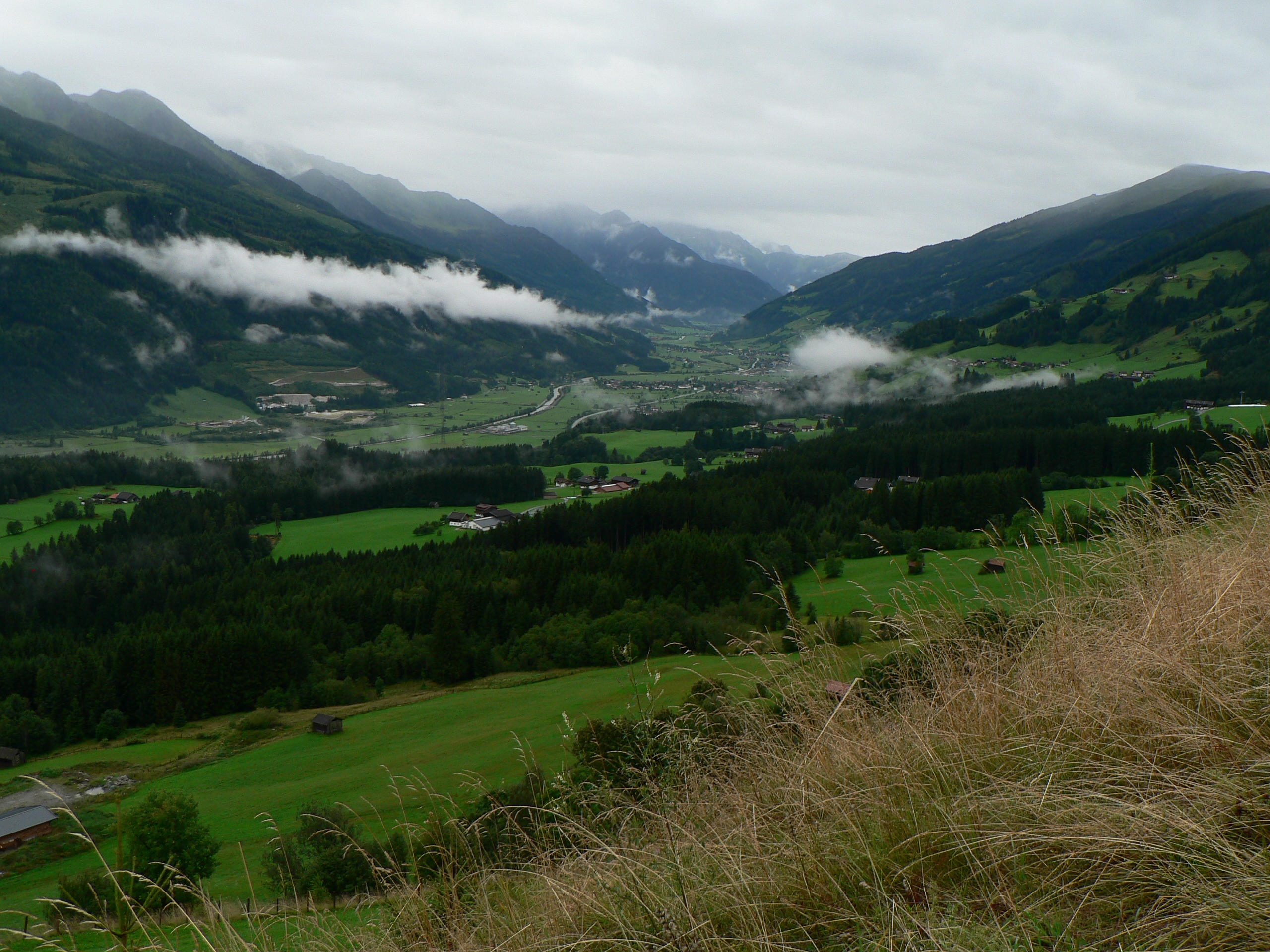
Salzachtal bei Hollersbach im Pinzgau

Bestimmt wird der Oberpinzgau durch das breite, sich von West nach Ost erstreckende Tal der Salzach in ihrem Oberlauf. Der Talboden fällt zwischen den beiden Grenzgemeinden von ca. 1050 m ü. A. auf rund 750 Höhenmeter ab. Die nördliche Bergregion links der Salzach gehört zu den Kitzbüheler Alpen und die Gebirge südlich des Salzachtales zu den Hohen Tauern. In dieser Südhälfte des Oberpinzgaus existiert eine Reihe von Seitentälern der Salzach, die allesamt mehr oder weniger parallel zueinander vom Alpenhauptkamm in Nord-Süd-Richtung verlaufen. Diese sind (von Ost nach West):
| - Mühlbachtal - Guggernbachtal und Stubachtal - Felbertal und Amertal | - Hollersbachtal - Habachtal - Untersulzbachtal | - Obersulzbachtal - Krimmler Achental |

Große Gebiete des Oberpinzgauer Südens sind Teil des Nationalparks Hohe Tauern. 

Gemeinden

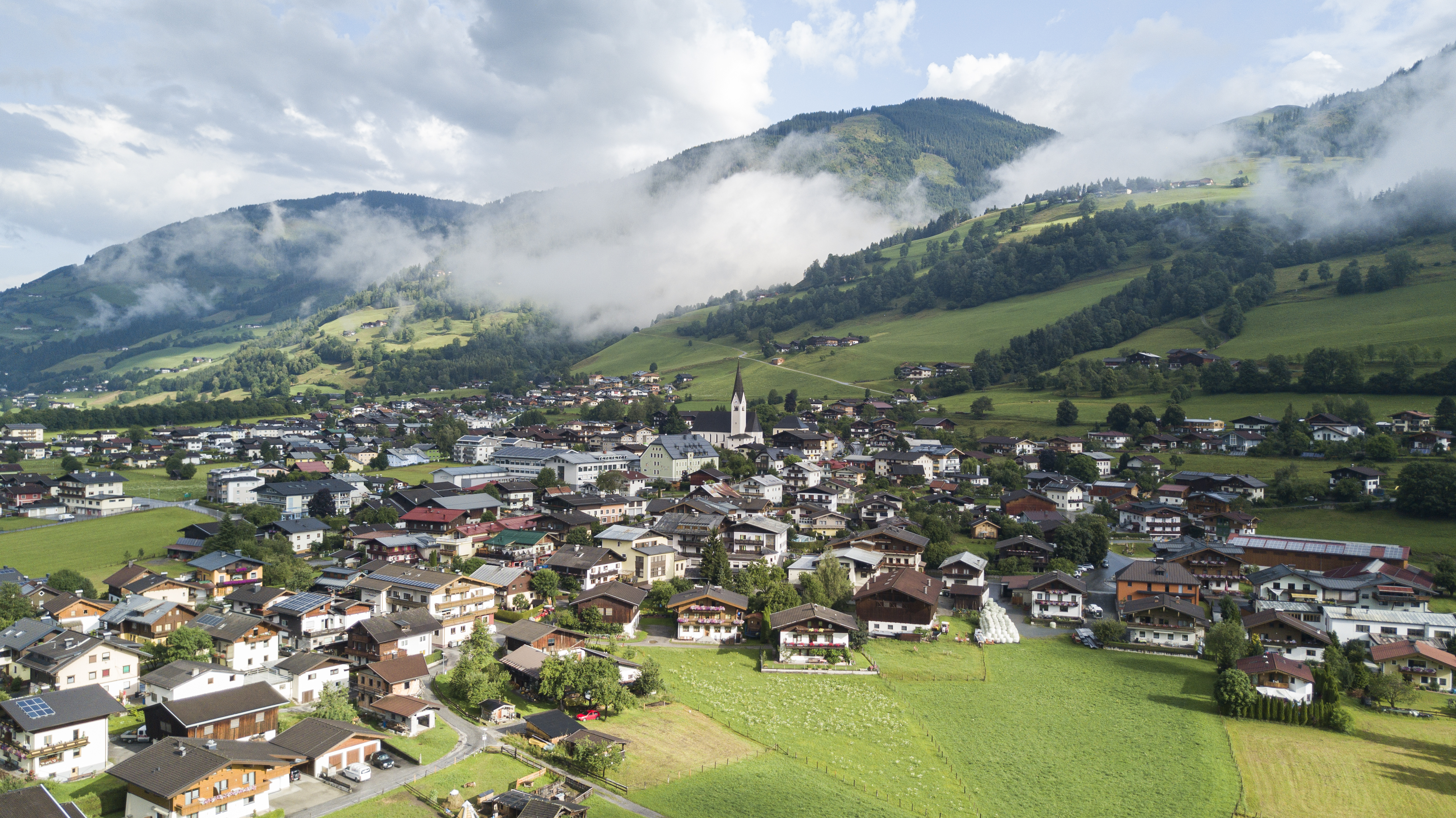
Uttendorf

Zum Oberpinzgau zählen – von Ost nach West – folgende neun Gemeinden:
| - Niedernsill - Uttendorf - Stuhlfelden | - Mittersill - Hollersbach im Pinzgau - Bramberg am Wildkogel | - Neukirchen am Großvenediger - Wald im Pinzgau - Krimml |

In der Region leben rund 22.000 Menschen.
Die Grenzen des Oberpinzgaus werden nicht immer klar gesehen. Jedenfalls handelt es sich um die obere Region ab Zell am See, sodass in Einzelfällen auch weitere Gemeinden zum Oberpinzgau gezählt werden. Diese sind Piesendorf, Kaprun und Zell am See selbst.
(Siehe auch: Liste der Gemeinden im Land Salzburg)

## Geschichte
Das Gebiet des Pinzgaus ist wahrscheinlich seit der Jungsteinzeit besiedelt, Funde weisen auf eine Besiedelung auch des Oberpinzgaus zumindest seit der Bronzezeit (ab ca. 2200 v. Chr.) hin (Kupfererzgewinnung bei Krimml und Stuhlfelden). Nachweise für eine Besiedelung während der Hallstattzeit (ca. 1200 – ca. 500 v. Chr.) finden sich bei Krimml und Uttendorf. 
Bis ca. 500 n. Chr. gehörte die Region zur römischen Provinz Noricum. Danach kamen die Bajuwaren ins Land.
Im Mittelalter stellte der Oberpinzgau als Grafschaft eine eigenständige Region dar. Im 12. Jahrhundert verwaltete die aus Bayern stammenden Grafen von Lechsgemünd das Gebiet; die Besitzungen um Mittersill gelangten Anfang des 13. Jahrhunderts durch Kauf an den Salzburger Erzbischof Eberhard II. und wurden durch die mächtigen Herren von Felben verwaltet. Die Geschichte des Pinzgaus war in der Folge gekennzeichnet durch die wechselnden Verhältnisse zwischen Salzburg und Bayern.
Die Waldungen des Pinzgaus dienten ab dem Mittelalter für viele Jahrhunderte als Holzlieferant für den Betrieb der Saline im bayrischen Bad Reichenhall, die Region Oberpinzgau war aufgrund der diesbezüglich abgeschiedenen Lage davon weitgehend ausgenommen. 
Seit Beginn des 19. Jahrhunderts gehört die Region mit dem restlichen Salzburg endgültig zu Österreich. Der Oberpinzgau war zuletzt bis 2004 der separate Gerichtsbezirk Mittersill; er wurde mit 1. Jänner 2005 mit dem von Zell am See zusammengelegt.

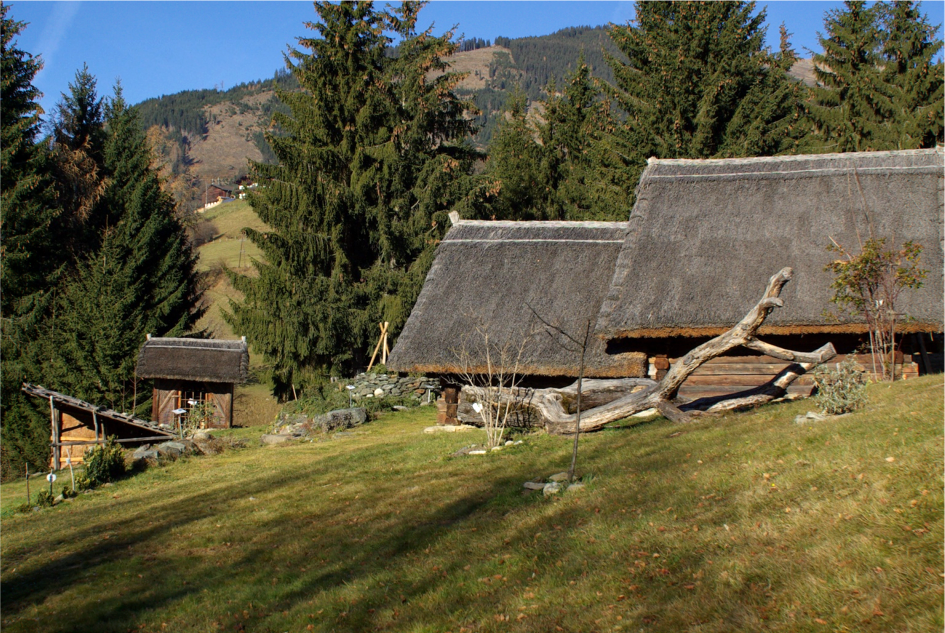
Rekonstruktion einer Keltensiedlung in Uttendorf
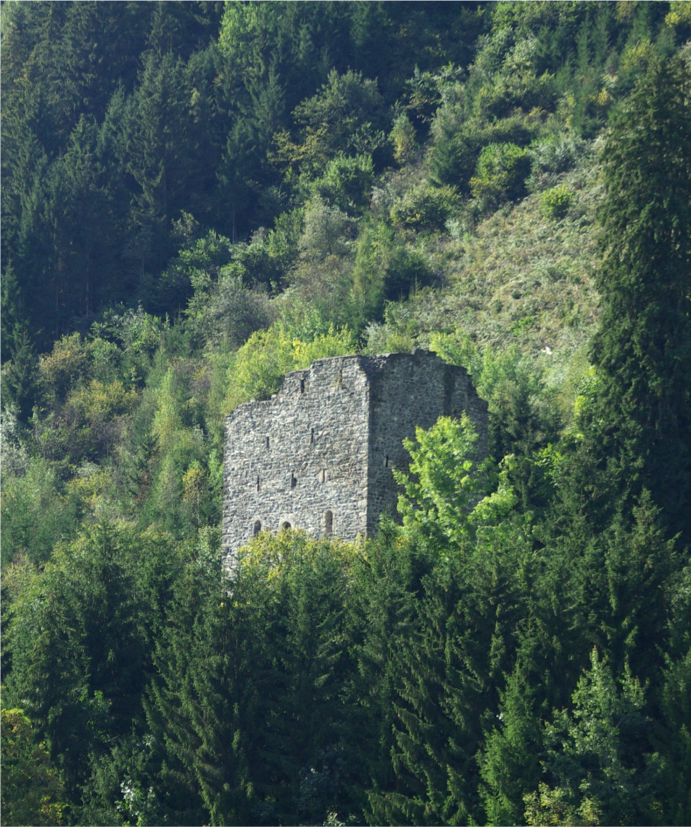
Weyerturm in Bramberg
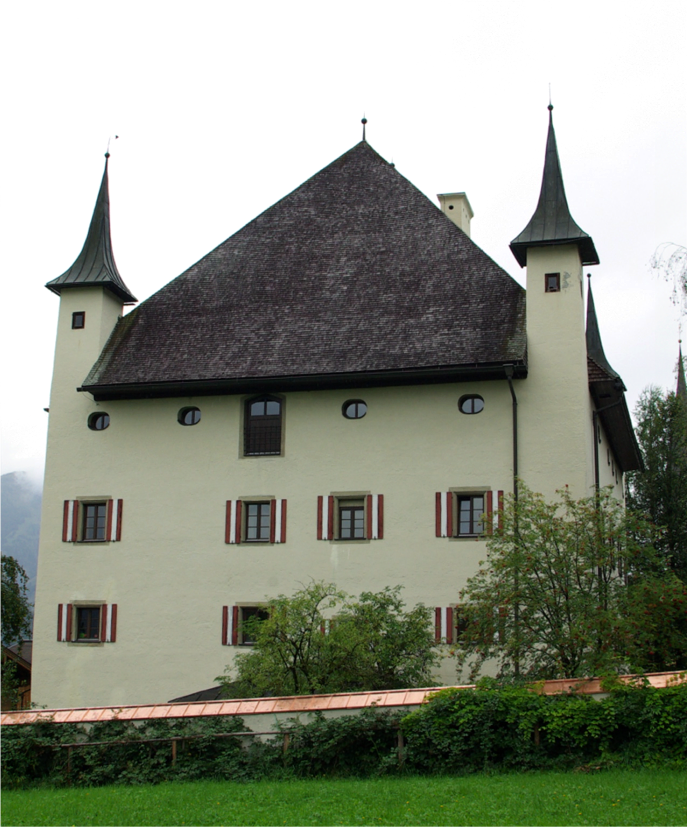
Schloss Lichtenau (1624) in Stuhlfelden
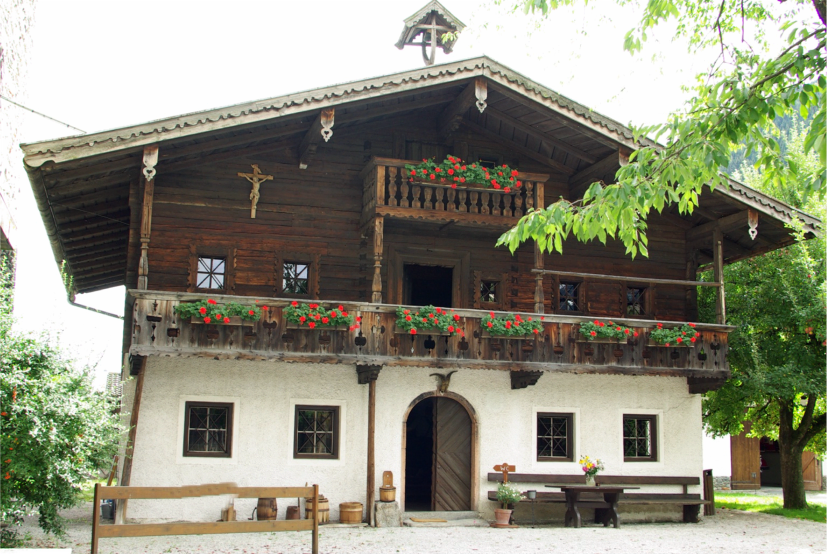
Heimatmuseum Mittersill

## Wirtschaft

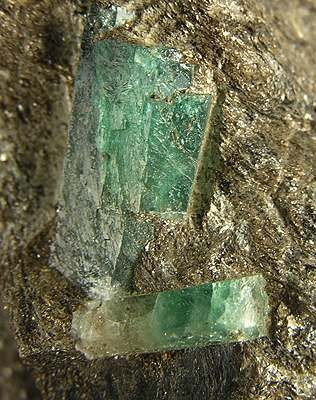
Smaragd aus dem Habachtal

Vom 16. bis ins 19., stellenweise bis ins 20. Jahrhundert war im Oberpinzgau ein relativ reger Bergbau zu verzeichnen, der heute zum Teil in Vergessenheit geraten ist. Es existierte eine Anzahl an kleinen Gruben, in denen verschiedene Mineralien (Epidot, Fluorit, Scheelit/Wolfram im Felbertal, Smaragd im Habachtal) und Erze (Blei, Kupfer, Schwefel, Wolfram, Zink) gewonnen wurden, so unter anderem am Stuhlfeldener Bach, im Raum Mittersill, im Hollersbachtal, im Brenntalwald (Gemeinde Bramberg am Wildkogel), im Untersulzbachtal sowie im Habachtal (hier möglicherweise zu früheren Zeiten auch Gold und Silber). An den Bergbau erinnern heute in erster Linie das Heimatmuseum in Bramberg am Wildkogel und Schaustollen im Untersulzbachtal und in Vorderkrimml.

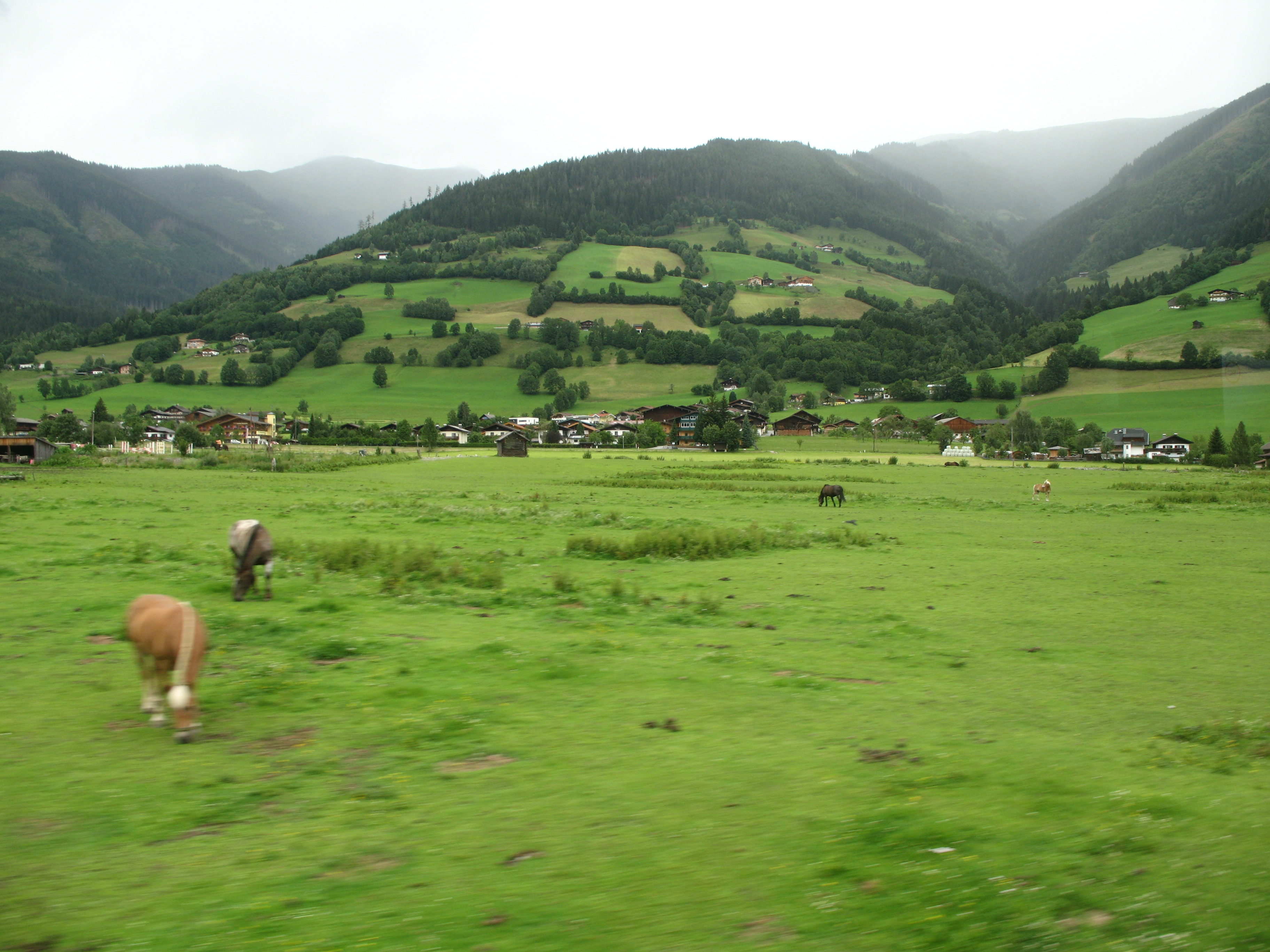
Weidende Pferde im Oberpinzgau

Das Salzachtal und seine seitlichen Hochalmen sind ein traditionelles Gebiet für Milchwirtschaft und Viehzucht. In den vorigen Jahrhunderten hatte dabei die Haltung und Zucht von Ziegen einen bedeutenden Stellenwert. Ihr Bestand hat sich aber mittlerweile stark verringert. Im Oberpinzgau wurde im 19. und 20. Jahrhundert auch die schwere Pferderasse der „Pinzgauer“, eine Linie der Noriker gezüchtet. Die auch im Oberpinzgau gezüchtete Rasse „Pinzgauer“ gibt es zudem bei Ziegen und Kühen. Die Landwirtschaft als Erwerbszweig ist heute generell im Rückgang, die Betriebe werden zunehmend im Nebenerwerb geführt. Jedoch rund die Hälfte aller bäuerlichen Unternehmen des Oberpinzgaus betreibt biologische Landwirtschaft.
Neben der Landwirtschaft dient der Fremdenverkehr als besonders wichtiger Wirtschaftszweig. Der Oberpinzgau eignet sich sowohl für den Sommertourismus als auch für Wintersport und bietet ein entsprechendes Angebot. Beworben werden für die Sommersaison neben den örtlichen kulturellen Sehenswürdigkeiten in erster Linie die Besonderheiten der Natur, so vor allem der Nationalpark Hohe Tauern mit seinen Einrichtungen, die Krimmler Wasserfälle und beispielsweise die Möglichkeit von Mineralienfunden im Habachtal. Für den Wintertourismus sind die Sportmöglichkeiten in den nördlichen Bergen bestimmend.
Von weiterer Bedeutung sind im Oberpinzgau die Branchen Bauwesen und Sachgütererzeugung.
Zur wirtschaftlichen Stärkung des Oberpinzgauer Raumes sind sämtliche neun dazugehörigen Gemeinden im „Regionalverband Oberpinzgau“ zusammengeschlossen. Die Region wird aus Mitteln der Europäischen Union wirtschaftlich gefördert und ist auch Ziel anderer Initiativen wie Bildungsförderung oder des ehemaligen universitären Projekts „Leben 2014“ für den Entwurf gemeinsamer Entwicklungsmaßnahmen.

## Verkehr

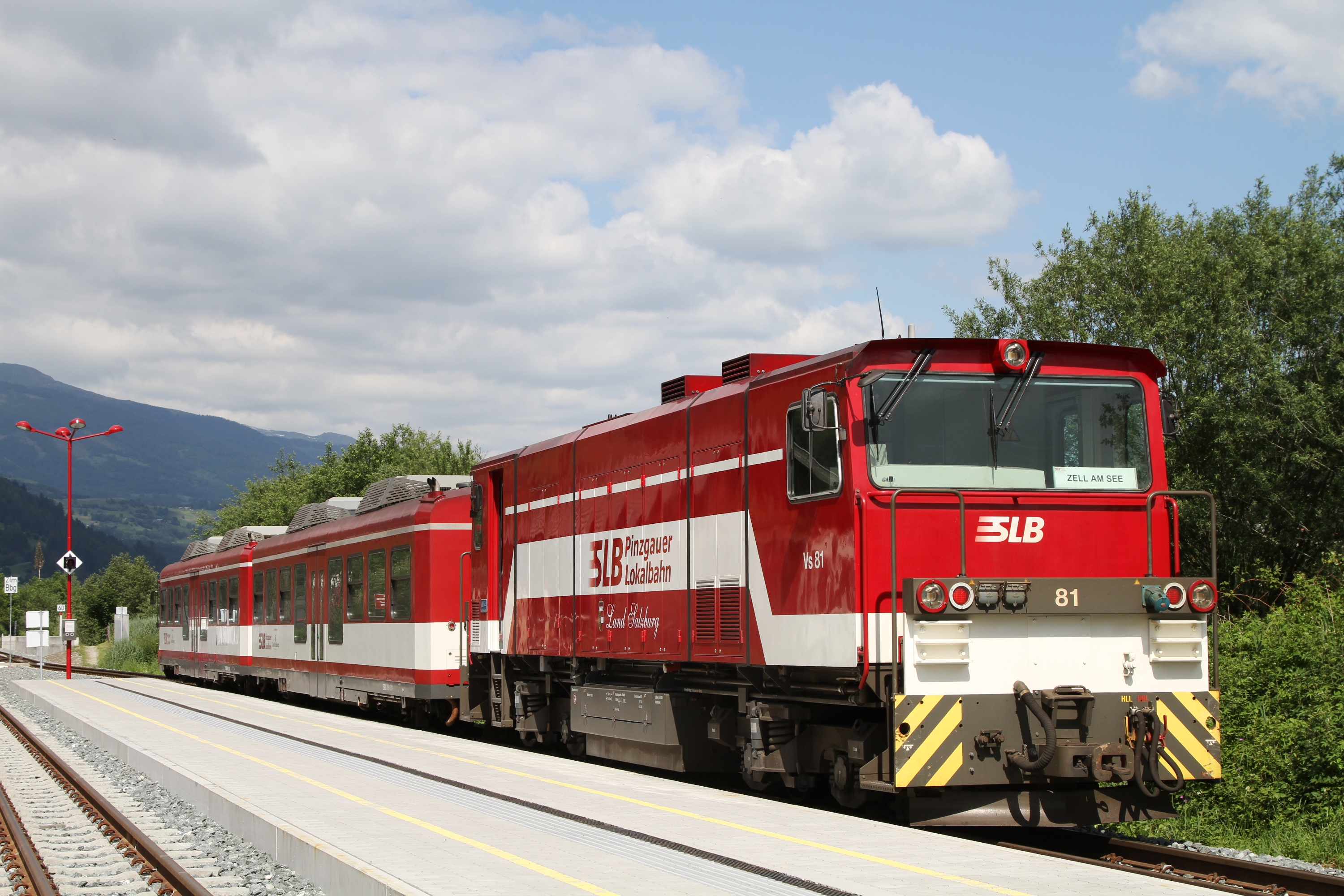
Garnitur der Pinzgauer Lokalbahn in der Haltestelle Bramberg am Wildkogel

Der Oberpinzgau gilt trotz vorhandener Straßenverbindungen nach Nord- und Osttirol nicht nur wirtschaftlich, sondern auch verkehrstechnisch als peripherer und damit ungünstig zu erreichender Raum; er liegt abseits von Autobahnen und Schnellstraßen. Hauptverkehrsader für die Region ist die Straßenführung durch das Salzachtal. Von Osten kommend verläuft die Mittersiller Straße (B 168) bis Mittersill, wo sich die weiter in den Westen führende Gerlos Straße (B 165) anschließt. Eine wichtige Straßenverbindung besonders für den individuellen Fernverkehr Richtung Süden ist die ab Mittersill durch das Felbertal und den Felbertauerntunnel nach Osttirol verlaufende Felbertauernstraße. Außerdem ist die Pass Thurn Straße (B 161) von Mittersill ins Leukental nach Nordtirol von Bedeutung.
Hinsichtlich öffentlicher Verkehrsmittel wird der Oberpinzgau durch die Pinzgauer Lokalbahn von Zell am See nach Vorderkrimml (Gemeinde Wald im Pinzgau) sowie durch Postbusse von Zell am See nach Krimml erschlossen.
In Krimml nahe den Krimmler Wasserfällen beginnt der Tauernradweg, ein entlang der Salzach und später durch andere Salzburger Gaue führender Radwanderweg.